# Партія народної революції Беніну

Прапор Партії народної революції Беніну

Партія народної революції Беніну (ПНРБ) (фр. Parti de la Révolution Populaire du Bénin) — історична політична партія влади в Беніні. Сповідувала марксистсько-ленінську ідеологію.

## Історія
Створена 30 листопада 1975 року. Була правлячою і єдиною політичною партією країни в період 1975—1991 років. Надзвичайний з'їзд ПНРБ у 1976 році прийняв статут і заяву про генеральну лінію партії, в якій найближчою метою було проголошено розв'язання завдань національно-демократичної революції, кінцевою — будівництво соціалістичного суспільства. Перший національний з'їзд ПНРБ у листопаді 1979 року підтвердив курс соціалістичної орієнтації, намітив шляхи дальшого економічного та соціального розвитку країни. Головою Центрального комітету партії з 1975 року був Матьє Кереку.

## Участь у виборах
На парламентських виборах 1979 року партія отримала 1 243 286 голосів (97,9% від загальної кількості проголосувавших). На виборах 1984 року партія отримала 1 811 208 голосів (98,1% від загальної кількості проголосувавших).

## Символіка
Прапор партії є копією прапора Народної Республіки Бенін з оберненими кольорами. Червоний колір символізує комуністичні ідеали. Зелена зірка символізує народ країни, а її колір природу Беніну, рільництво та шляхетні ідеали, що сповідують однопартійці.

## Друковані органи
Друковані органи партії: газета «Еузу» («Революція»), заснована 1975 року, та щомісячний журнал «Хандорія» («Дороговказ»), заснований 1978 року.